# 草薙龍瞬
草薙龍瞬（くさなぎりゅうしゅん）とは、日本の仏教僧侶。著述家。興道の里（こうどうのさと）代表。本名非公表。

## 経歴
- 1969年、奈良県生まれ[1]。
- 中学中退後、16歳で家出し上京[1]。
- 高校へは通わず、大検（高認）を経て東京大学法学部卒業[1]。
- 37歳でインド仏教指導者・佐々井秀嶺の下で得度出家[1]。
- インド、ミャンマー、タイに仏教留学。ミャンマー国立国際上座仏教宣教大学（ITBMU）専修課程修了。

宗派・伝統に属さない独立出家僧として、各地のイベント・講演会・研修に出張も行う。

## 著作
- 『悩んで動けない人が一歩踏み出せる方法』 WAVE出版 2011年
- 『ブッタの思考法でアタマすっきり! 消したくても消えない「雑念」がスーッと消える本』 大和出版 2012年
- 『独学でも東大に行けた超合理的勉強法』 サンマーク出版  2014年
- 『反応しない練習 あらゆる悩みが消えていくブッダの超・合理的な「考え方」』 KADOKAWA/中経出版 2015年
- 『これも修行のうち。実践！あらゆる悩みに「反応しない」生活』 KADOKAWA/中経出版 2016年
- 『大丈夫、あのブッダも家族に悩んだ』 海竜社 2016年
- 『自分を許せば、ラクになる。』 宝島社 2018年